# Джонстаун (Огайо)
Джонстаун (англ. Johnstown) — селище (англ. village) в США, в окрузі Лікінґ штату Огайо. Населення — 5182 особи (2020).

## Географія
Джонстаун розташований за координатами 40°8′57″ пн. ш. 82°41′13″ зх. д. / 40.14917° пн. ш. 82.68694° зх. д. (40.149142, -82.686940).  За даними Бюро перепису населення США в 2010 році селище мало площу 7,54 км², з яких 7,52 км² — суходіл та 0,02 км² — водойми.

## Демографія
Згідно з переписом 2010 року, у селищі мешкали 4632 особи в 1891 домогосподарстві у складі 1217 родин. Густота населення становила 614 особи/км².  Було 1994 помешкання (264/км²).
Расовий склад населення:
| - 97,1 % — білих - 0,6 % — чорних або афроамериканців - 0,5 % — корінних американців - 0,5 % — азіатів |

До двох чи більше рас належало 0,9 %. Частка іспаномовних становила 1,8 % від усіх жителів.
За віковим діапазоном населення розподілялося таким чином: 26,7 % — особи молодші 18 років, 59,8 % — особи у віці 18—64 років, 13,5 % — особи у віці 65 років та старші. Медіана віку мешканця становила 35,6 року. На 100 осіб жіночої статі у селищі припадало 90,3 чоловіків;  на 100 жінок у віці від 18 років та старших — 85,7 чоловіків також старших 18 років.
Середній дохід на одне домашнє господарство  становив 68 075 доларів США (медіана — 56 210), а середній дохід на одну сім'ю — 80 186 доларів (медіана — 72 309). Медіана доходів становила 47 500 доларів для чоловіків та 37 991 долар для жінок. За межею бідності перебувало 5,3 % осіб, у тому числі 5,9 % дітей у віці до 18 років та 6,8 % осіб у віці 65 років та старших.
Цивільне працевлаштоване населення становило 2600 осіб. Основні галузі зайнятості: освіта, охорона здоров'я та соціальна допомога — 18,5 %, роздрібна торгівля — 13,7 %, науковці, спеціалісти, менеджери — 11,3 %, фінанси, страхування та нерухомість — 11,3 %.